# João Cumno

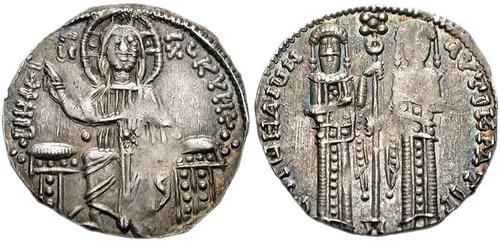
Basílico de e

João Comneno Cumno (em latim: Ἰωάννης Κομνηνός Χοῦμνος; romaniz.: Ioánnes Komnenós Choumnos; antes de 1290 - antes de 1339) foi um general estudioso e estadista bizantino dos séculos XIII e XIV.

## Biografia
João foi o filho mais velho do estudioso o estadista Nicéforo Cumno. A data de seu nascimento é desconhecida, contudo, em ca. 1290–1294, quando sabe-se que adoeceu, ele ainda era jovem. Através da influência de seu pai, ele rapidamente ascendeu na hierarquia imperial e foi nomeado paracemomeno do dormitório imperial, bem como liderou tropas bizantinas contra os turcos otomanos na Bitínia em 1300-1306, sob Miguel IX Paleólogo. Suas campanhas aparentemente tiveram algum sucesso, uma vez que adquiriu reputação por sua habilidade na guerra. Em 1307, foi promovido para paracemomeno do esfêndono.
Em 1308/1309, João casou-se com uma dala desconhecida relacionada com a reinante dinastia paleóloga, com que teve um filho e uma filha. Seus nomes são desconhecidos. Sua postura na guerra civil bizantina de 1321–1328 é desconhecida, mas seu irmão Jorge Cumno parece ter sido um partidário de Andrônico II Paleólogo. Como seu pai, João era um homem erudito, tendo estudado retórica, filosofia e medicina. Uma coleção de suas obras sobreviveu, bem como um tratado médico sobre a dieta adequada para gota. Ele morreu em algum momento entre 1332 e 1338, enquanto servindo como governador de Quios.